# 小林邦二
小林 邦二（こばやし くにじ、1916年〈大正5年〉4月25日 ‐ 2010年〈平成22年〉4月5日）は、日本の洋画家。

## 略歴と作風
長野県小県郡県村（現東御市）に生まれた。少年時代から画家にあこがれ、当時上田市に住む倉田白羊に洋画の手ほどきを受けた。
邦二は高等小学校を卒業後、16歳で兄・啓三と上京し、日本橋通郵便局に勤めながら、中村不折経営の太平洋美術学校選科へ入学した。
1934年（昭和9年）1月、昭和10年1月、太平洋画会展覧会に連続入選。
1935年（昭和10年）2月、東光会洋画展覧会に『E君の像』を出品し入選。同年3月、太平洋美術学校選科を修了すると、阿以田治修に師事した。兄弟子に松本竣介、須田寿がおり、阿以田邸に出入りしていた。
昭和10年10月、二部会展（旧帝展）に『夏の休み』を出品し入選、読売新聞には、「局員の画家」（当時、王子郵便局）の見出しで紹介される。
1940年（昭和15年）、春陽会展に『夏の日』を出品し入選。同年、阿以田治修、大久保作次郎、小柴錦待、柚木久太らが創元会を創立し、邦二は翌年、第一回創元会展（日本美術協会）に『曇日』を出品し入選。昭和17年、第二回創元会展で『風景』と『二重像』を出品、「創元賞」（最高賞）を受賞する。
召集令状が届き、郷里に戻り、故郷の思い出に『姫子沢』を描く。1944年（昭和19年）、背嚢に『姫子沢』を入れ、中国の中部各地を転戦するが、同部隊に作家 深田久弥少尉、行軍中芥川賞を受賞した八木義徳がいた。以後、深田久弥・八木義徳との交際が続く。邦二は「軍務や行軍のひまひまに、ほぼ千枚に近いスケッチを描き溜めた」（八木義徳著 小説『念願する女』より）という。
1946年（昭和21年）、復員し、板橋税務署に復職。その後、東京国税庁へ転勤。同年・翌年に日展に連続入選。
昭和23年、井上長三郎、大野五郎らに誘われ、自由美術家協会展覧会に『女の顔』を出品し入選。翌年、自由美術家協会の会員に推挙され、以後、1963年まで14回出品する。
1950年（昭和25年）、北荘画廊（日本橋）で初めての個展を開く。
1952年（昭和27年）に、国税庁を退職し、寺田政明の誘いで板橋区前野町にアトリエを建て、絵一筋に生きることを決意する。
1954年（昭和29年）、詩人瀧口修造の勧めでタケミヤ画廊で個展。
1964年（昭和39年）、自由美術家協会を退会し、大野五郎、寺田政明、森芳雄、吉井忠、麻生三郎らと主体美術協会創立に参加し、会員となる。
1967年（昭和42年）、主体美術協会を脱会。あえて束縛を離れ、孤高の自由を求める。
1969年（昭和44年）、大月ホテル（熱海）のタイル壁画制作指導。
1975年（昭和50年）、新宿中村屋で座談会「阿以田治修先生の思い出を語る」が開かれ、大島清次、牛島憲之、大貫松三、須田寿と師を語り、松本竣介が阿以田邸に出入りしていたことを邦二が証言、松本の師は阿以田であることが判明した。
1978年（昭和53年）、豊田穣の新聞小説『七人の生還者』の挿画を担当し、信濃毎日新聞ら7社に280回連載する。同年、日本実在派の会員となった。
この間、日動画廊（銀座）、銀座松屋デパート、紀伊国屋画廊（新宿）、山本鼎記念館（上田市）などで個展を行った。
1981年（昭和56年）、板橋美術館の依頼を受け絵画教室（油絵・裸婦デッサン）の指導を行い、指導を受けた人たちにより欅会が発足した。翌年、第1回欅会展（京橋　千代田火災ギャラリー）が開かれ、以後2012年の第30回展（京橋　くぼた画廊）まで続いている。
1996年（平成8年）、「画業60年・喜寿記念小林邦二作品展 その内なる歩み」（東部町文化会館サンテラスホール）。
1997年（平成9年）に実在派を脱退し、以後無所属となった。
2001年（平成13年）、「東部町文化会館開館10周年記念展 小林邦二作品展」（東部町文化会館サンテラスホール）が開かれた。
2005年（平成17年）、創造館（上田市）で「小林邦二作品展」、翌年、東御市土蔵ギャラリー胡桃倶楽部で「小林邦二卒寿記念作品展」。
2007年（平成19年）、「小林邦二 画業75年 究極の自選展」（東御市梅野記念絵画館）が開かれた。
2008年（平成20年）、ふるさとの東御市に絵画多数を寄贈（250点）し、「作品寄贈記念 小林邦二展」（東御市文化会館サンテラスホール）を開催。
東御市の文化発展に寄与したことにより感謝状と2度にわたり紺綬褒章を受章した。
2010年（平成22年）、持病の心不全が元で、93歳11か月で没した。
同年7月、東御市主催で「小林邦二追悼展」（東御市文化会館）が開かれ、『小林邦二小伝・追悼文集』（東御市発行、梅野記念絵画館編集）が発行された。
作風は、セザンヌ、前田寛治、須田国太郎、東洋画などに影響を受け、信州人特有の忍耐と粘り強さで人物、風景、静物を対象に描き、後年は独特の半具象形を創造し、また優れたカラーリストでもあった。風景は、セザンヌのサント・ビクトワール山のようにふるさとの浅間山を好んで描いた。
画友には、牛島憲之、須田久、井上長三郎、寺田政明、古沢岩美、沓掛利通らがいる。

## 代表作品
- 風景（東御市立田中小学校蔵）
- 二重像（東御市文化会館蔵）
- 自画像（東御市文化会館蔵）
- 姫子沢（東御市文化会館蔵）
- 夏の日（板橋区立美術館蔵）
- いこい（東御市文化会館蔵）
- 受難（東御市文化会館蔵）
- 胸像（佐久近代美術館蔵）
- 奔馬（造幣局蔵）
- 風景を背した柿群（鉄道弘済会蔵）
- 訴え（東御市田中区民館蔵）